# Sikorzyce, Tỉnh West Pomeranian
Sikorzyce [ɕikɔˈʐɨt͡sɛ] (tiếng Đức: Meisegau)  là một khu định cư ở khu hành chính của Gmina Gościno, thuộc hạt Kołobrzeg, West Pomeranian Voivodeship, ở phía tây bắc Ba Lan.